# Glicose hipertônica

## Glicose Hipetônica
É um agente osmoticamente ativo fornecedor de energia ao ciclo de Krebs.
Indicações:
A glicose constitui elemento de alto valorenergético para suprir as necessidades calóricas do organismo e para prover sob forma hiperosmótica e intravenosa, o sangue de glicose no combate dos sintomas de edema cerebral e no coma hipoglicêmico. Exerce ação diurética e protetora sobre a célula hepática e na formação de glicogênio pelo fígado.
Usada: Preparo de soluções glicosadas, alimentação parenteral, preparo de banhos de diálise, hipoglicemia severa e como hipoglicêmico.

Administração: endovenosa